# جائزة المستقبل الخالي من الأسلحة النووية
جائزة المستقبل الخالي من الأسلحة النووية هي جائزة تُمنح للنشطاء والمنظمات والمجتمعات المناهضة للأسلحة النووية.

## التأسيس
تم تأسيس الجائزة في عام 1998.

## الأهداف
تهدف الجائزة إلى تعزيز معارضة استخراج اليورانيوم والأسلحة النووية والطاقة النووية.

## الجوائز
جائزة المستقبل الخالي من الأسلحة النووية هو مشروع تابع لمؤسسة فرانز مول للأجيال القادمة، ويمنح جوائز في ثلاث فئات وهي:
- المقاومة (جائزة 10000 دولار).[4]
- التعليم (جائزة 10000 دولار).[5]
- الحلول (جائزة 10000 دولار).[6]

الفئات الاختيارية الإضافية هي الإنجاز مدى الحياة والتقدير الخاص (الأعمال الفنية المعاصرة).

## الإحتفال
تقام مراسم توزيع الجوائز في جميع أنحاء العالم.

## التمويل
يتم تمويل جائزة المستقبل الخالي من الأسلحة النووية من خلال التبرعات والمناسبات الخيرية ومزادات الفوائد.